# Niederländische Badmintonmeisterschaft

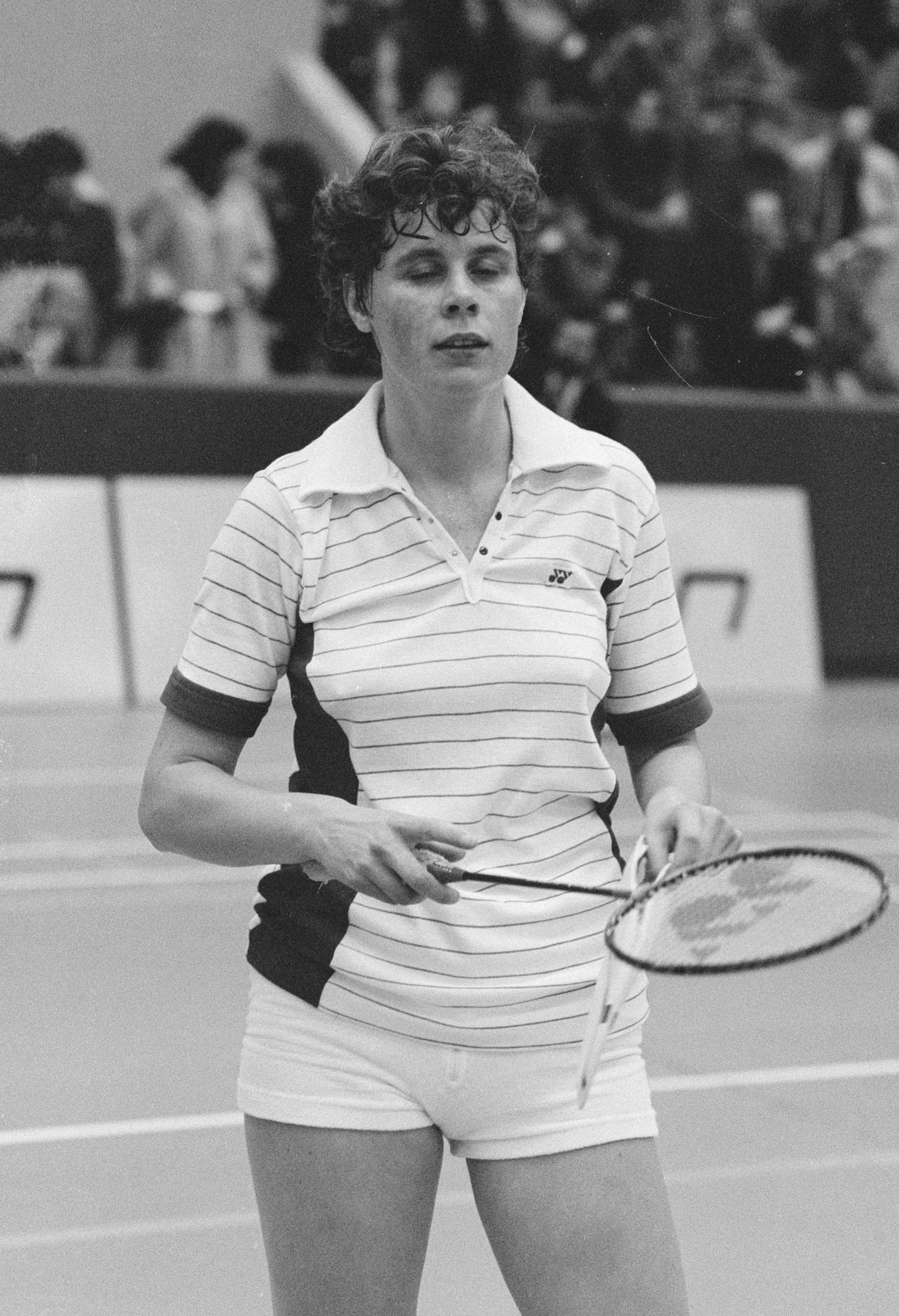
Joke van Beusekom 1979

Die Niederländischen Meisterschaften im Badminton werden seit dem Jahr 1931 ausgetragen, wobei die erste Auflage 1931 vor der Gründung des niederländischen Badmintonverbandes ausgetragen wurde und darum nicht in den offiziellen Statistiken des Verbandes geführt wird. In der gleichen Saison starteten die internationalen Titelkämpfe, 1958 die Juniorentitelkämpfe.

## Die Titelträger
| Saison    | Herreneinzel        | Dameneinzel                  | Herrendoppel                                 | Damendoppel                           | Mixed                                      |
| --------- | ------------------- | ---------------------------- | -------------------------------------------- | ------------------------------------- | ------------------------------------------ |
| 1931      | Dirk Stikker        | Co Jansen                    | Punt Dirk Stikker                            | Co Jansen L. van der Laan             | Edward H. den Hoed Co Jansen               |
| 1932      | J. P. H. Woltman    | Mence Dros-Canters           | J. P. H. Woltman Dirk Stikker                | Mence Dros-Canters K. Pabst           | J. P. H. Woltman Mence Dros-Canters        |
| 1933      | J. P. H. Woltman    | Co Jansen                    | J. M. de Haas Edward H. den Hoed             | Annie W. Ernst Co Jansen              | J. M. de Haas Co Jansen                    |
| 1934      | Edward H. den Hoed  | Co Jansen                    | J. M. de Haas Edward H. den Hoed             | Annie W. Ernst Co Jansen              | J. M. de Haas Co Jansen                    |
| 1935      | J. P. H. Woltman    | Co Jansen                    | J. P. H. Woltman W. E. Dingemans             | Annie W. Ernst Co Jansen              | J. P. H. Woltman Annie W. Ernst            |
| 1936      | Edward H. den Hoed  | Co Jansen                    | J. M. de Haas Edward H. den Hoed             | Annie W. Ernst Co Jansen              | J. M. de Haas Co Jansen                    |
| 1937      | J. M. de Haas       | Co Jansen                    | J. M. de Haas H. Ernst                       | L. van der Laan Co Jansen             | J. M. de Haas Co Jansen                    |
| 1938      | Edward H. den Hoed  | Annie W. Ernst               | E. H. P. Swarte Edward H. den Hoed           | Annie W. Ernst H. Dresselhuys         | J. M. de Haas A. Smits                     |
| 1939      | J. M. de Haas       | Annie W. Ernst               | J. P. H. Woltman O. C. Koch                  | Annie W. Ernst Robbers                | J. P. H. Woltman Annie W. Ernst            |
| 1940      | nicht ausgetragen   | nicht ausgetragen            | nicht ausgetragen                            | nicht ausgetragen                     | nicht ausgetragen                          |
| 1941      | Edward H. den Hoed  |                              | J. P. H. Woltman O. C. Koch                  |                                       | J. P. H. Woltman H. Dresselhuys            |
| 1942      | Edward H. den Hoed  | Annie W. Koch H. Dresselhuys | J. de Haas Edward H. den Hoed jr.            | C. Braat D. Braat                     | Edward H. den Hoed jr. de Ruyter           |
| 1943 1952 | nicht ausgetragen   | nicht ausgetragen            | nicht ausgetragen                            | nicht ausgetragen                     | nicht ausgetragen                          |
| 1953      | Edward H. den Hoed  | Annie W. Koch                | J. M. de Haas Edward H. den Hoed             | nicht ausgetragen                     | Leen Verhoef Els Robbé                     |
| 1954      | Edward H. den Hoed  | Annie W. Koch                | Leen Verhoef Bob Loo                         | Annie W. Koch P. van Aken             | Bob Loo C. C. Boelens                      |
| 1955      | Edward H. den Hoed  | Els Robbé                    | Leen Verhoef Bob Loo                         | Cootje Verhoef Els Robbé              | Leen Verhoef Els Robbé                     |
| 1956      | Bob Loo             | Annie W. Koch                | Leen Verhoef Bob Loo                         | Annie W. Koch Agnes van Leeuwen       | P. Bosman Annie W. Koch                    |
| 1957      | Bob Loo             | Frieda Quist                 | H. K. Loo Bob Loo                            | Annie W. Koch Frieda Quist            | J. Berendsen Els Robbé                     |
| 1958      | Bob Loo             | Els Robbé                    | Ruud de Wit Rob de Wit                       | Annie W. Koch Frieda Quist            | Bob Loo Frieda Quist                       |
| 1959      | Rob de Wit          | Els Robbé                    | Ruud de Wit Rob de Wit                       | Els Robbé Agnes van Leeuwen           | Piet Veentjer Els Robbé                    |
| 1960      | Pim Seth Paul       | Els Robbé                    | Hans Kok Karel van der Burg                  | Marloes van Swelm Janny Keps          | Lex Meijer Frieda Quist                    |
| 1961      | Pim Seth Paul       | Els Robbé                    | Pim Seth Paul Lex Meijer                     | Els Robbé Wil Haye                    | Pim Seth Paul Marloes van Swelm            |
| 1962      | Pim Seth Paul       | Imre Rietveld                | Pim Seth Paul Lex Meijer                     | Marja Ridder Imre Rietveld            | Pim Seth Paul Marloes van Swelm            |
| 1963      | Cees Broedelet      | Imre Rietveld                | Jo van der Sluys Hans Sweep                  | Marja Ridder Imre Rietveld            | Jos Rijmers Imre Rietveld                  |
| 1964      | Herman Leidelmeijer | Imre Rietveld                | Henk Weys Vic Leunissen                      | Marja Ridder Imre Rietveld            | Lex Meijer Marloes van Swelm               |
| 1965      | Herman Leidelmeijer | Agnes Geene                  | Henk Weys Jos Rijmers                        | Agnes Geene Imre Rietveld             | Jos Rijmers Marja Ridder                   |
| 1966      | Huub van Ginneken   | Agnes Geene                  | Pim Seth Paul Leo Kountul                    | Marja Ridder Lily ter Metz            | Ruud van Ginneken Felice de Nooyer         |
| 1967      | Herman Leidelmeijer | Felice de Nooyer             | Herman Leidelmeijer Leo Kountul              | Marja Ridder Agnes Geene              | Ruud van Ginneken Felice de Nooyer         |
| 1968      | Herman Leidelmeijer | Agnes Geene                  | Herman Leidelmeijer Leo Kountul              | Margot ter Metz Lily ter Metz         | Herman Leidelmeijer Lily ter Metz          |
| 1969      | Herman Leidelmeijer | Joke van Beusekom            | Huub van Ginneken Ruud van Ginneken          | Joke van Beusekom Felice de Nooyer    | Herman Leidelmeijer Lily ter Metz          |
| 1970      | Ruud van Ginneken   | Joke van Beusekom            | Rudy Hartog Ad Verhoof                       | Marja Ridder Marjan Luesken           | Ruud van Ginneken Felice de Nooyer         |
| 1971      | Rob Ridder          | Joke van Beusekom            | Herman Leidelmeijer Piet Ridder              | Joke van Beusekom Felice de Nooyer    | Ruud van Ginneken Felice de Nooyer         |
| 1972      | Ruud van Ginneken   | Joke van Beusekom            | Herman Leidelmeijer Piet Ridder              | Lily ter Metz Agnes van der Meulen    | Piet Ridder Lily ter Metz                  |
| 1973      | Ruud van Ginneken   | Agnes van der Meulen         | Huub van Ginneken Clemens Wortel             | Marja Ridder Marjan Luesken           | Huub van Ginneken Joke van Beusekom        |
| 1974      | Rob Ridder          | Joke van Beusekom            | Boudewijn Ridder Rob Ridder                  | Marja Ridder Agnes van der Meulen     | Huub van Ginneken Joke van Beusekom        |
| 1975      | Rob Ridder          | Joke van Beusekom            | Clemens Wortel Guus de Vogel                 | Joke van Beusekom Marjan Luesken      | Rob Ridder Marja Ridder                    |
| 1976      | Rob Ridder          | Joke van Beusekom            | Boudewijn Ridder Rob Ridder                  | Joke van Beusekom Marjan Luesken      | Guus van der Vlugt Marjan Luesken          |
| 1977      | Rob Ridder          | Joke van Beusekom            | Rob Ridder Piet Ridder                       | Joke van Beusekom Marjan Ridder       | Rob Ridder Marjan Ridder                   |
| 1978      | Rob Ridder          | Joke van Beusekom            | Rob Ridder Piet Ridder                       | Joke van Beusekom Marjan Ridder       | Rob Ridder Marjan Ridder                   |
| 1979      | Rob Ridder          | Joke van Beusekom            | Herman Leidelmeijer Guus de Vogel            | Joke van Beusekom Marjan Ridder       | Rob Ridder Marjan Ridder                   |
| 1980      | Rob Ridder          | Joke van Beusekom            | Herman Leidelmeijer Guus van der Vlugt       | Hanke de Kort Marja Ravelli           | Rob Ridder Joke van Beusekom               |
| 1981      | Rob Ridder          | Marjan Ridder                | Herman Leidelmeijer Rob Ridder               | Joke van Beusekom Marjan Ridder       | Rob Ridder Marjan Ridder                   |
| 1982      | Guus van der Vlugt  | Joke van Beusekom            | Herman Leidelmeijer Rob Ridder               | Joke van Beusekom Marjan Ridder       | Rob Ridder Marjan Ridder                   |
| 1983      | Uun Santosa         | Eline Coene                  | Uun Santosa Rob Ridder                       | Joke van Beusekom Karin van der Valk  | Rob Ridder Marjan Ridder                   |
| 1984      | Lex Coene           | Eline Coene                  | Bas von Barnau Sijthoff Pierre Pelupessy     | Paula Kloet Karin van der Valk        | Bas von Barnau Sijthoff Jeanette van Driel |
| 1985      | Lex Coene           | Eline Coene                  | Uun Santosa Rob Ridder                       | Eline Coene Erica van Dijk            | Rob Ridder Erica van Dijk                  |
| 1986      | Lex Coene           | Eline Coene                  | Bas von Barnau Sijthoff Pierre Pelupessy     | Eline Coene Erica van Dijk            | Rob Ridder Erica van Dijk                  |
| 1987      | Pierre Pelupessy    | Monique Hoogland             | Bas von Barnau Sijthoff Uun Santosa          | Monique Hoogland Paula Rip            | Rob Ridder Erica van Dijk                  |
| 1988      | Uun Santosa         | Astrid van der Knaap         | Alex Meijer Pierre Pelupessy                 | Eline Coene Erica van Dijk            | Alex Meijer Erica van Dijk                 |
| 1989      | Pierre Pelupessy    | Eline Coene                  | Bas von Barnau Sijthoff Michel Redeker       | Eline Coene Erica van Dijk            | Bas von Barnau Sijthoff Jeanette Coemat    |
| 1990      | Pierre Pelupessy    | Monique Hoogland             | Seno The Uun Santosa                         | Eline Coene Erica van Dijk            | Alex Meijer Erica van Dijk                 |
| 1991      | Chris Bruil         | Astrid van der Knaap         | Alex Meijer Chris Bruil                      | Eline Coene Erica van den Heuvel      | Randy Trieling Erica van den Heuvel        |
| 1992      | Jeroen van Dijk     | Eline Coene                  | Pierre Pelupessy Alex Meijer                 | Eline Coene Erica van den Heuvel      | Randy Trieling Erica van den Heuvel        |
| 1993      | Jeroen van Dijk     | Astrid van der Knaap         | Chris Bruil Ron Michels                      | Eline Coene Erica van den Heuvel      | Quinten van Dalm Nicole van Hooren         |
| 1994      | Pierre Pelupessy    | Astrid van der Knaap         | Ruud Kuijten Joris van Soerland              | Eline Coene Erica van den Heuvel      | Ron Michels Erica van den Heuvel           |
| 1995      | Jeroen van Dijk     | Brenda Beenhakker            | Ron Michels Quinten van Dalm                 | Georgy Trouerbach Nicole van Hooren   | Ron Michels Sonja Mellink                  |
| 1996      | Jeroen van Dijk     | Judith Meulendijks           | Ron Michels Quinten van Dalm                 | Nicole van Hooren Brenda Conijn       | Ron Michels Erica van den Heuvel           |
| 1997      | Jeroen van Dijk     | Brenda Beenhakker            | Quinten van Dalm Dennis Lens                 | Erica van den Heuvel Monique Hoogland | Quinten van Dalm Nicole van Hooren         |
| 1998      | Jeroen van Dijk     | Brenda Beenhakker            | Quinten van Dalm Dennis Lens                 | Erica van den Heuvel Monique Hoogland | Quinten van Dalm Nicole van Hooren         |
| 1999      | Joris van Soerland  | Brenda Beenhakker            | Quinten van Dalm Dennis Lens                 | Erica van den Heuvel Lonneke Janssen  | Norbert van Barneveld Erica van den Heuvel |
| 2000      | Dicky Palyama       | Brenda Beenhakker            | Quinten van Dalm Dennis Lens                 | Erica van den Heuvel Lonneke Janssen  | Chris Bruil Erica van den Heuvel           |
| 2001      | Dicky Palyama       | Mia Audina                   | Quinten van Dalm Dennis Lens                 | Nicole van Hooren Lotte Jonathans     | Dennis Lens Nicole van Hooren              |
| 2002      | Dicky Palyama       | Yao Jie                      | Tijs Creemers Quinten van Dalm               | Carolien Glebbeek Martine Glebbeek    | Chris Bruil Lotte Jonathans                |
| 2003      | Dicky Palyama       | Yao Jie                      | Dennis Lens Joéli Residay                    | Mia Audina Lotte Jonathans            | Chris Bruil Lotte Jonathans                |
| 2004      | Dicky Palyama       | Yao Jie                      | Dicky Palyama Chris Bruil                    | Yao Jie Lotte Bruil                   | Chris Bruil Lotte Bruil                    |
| 2005      | Dicky Palyama       | Yao Jie                      | Dennis Lens Joéli Residay                    | Brenda Beenhakker Karina de Wit       | Chris Bruil Lotte Bruil                    |
| 2006      | Dicky Palyama       | Mia Audina                   | Jürgen Wouters Ruud Bosch                    | Brenda Beenhakker Judith Meulendijks  | Chris Bruil Lotte Bruil                    |
| 2007      | Dicky Palyama       | Yao Jie                      | Rikkert Suijkerland Dennis van Daalen De Jel | Brenda Beenhakker Judith Meulendijks  | Chris Bruil Lotte Bruil                    |
| 2008      | Dicky Palyama       | Judith Meulendijks           | Dennis Lens Joéli Residay                    | Karina de Wit Ginny Severien          | Ruud Bosch Paulien van Dooremalen          |
| 2009      | Eric Pang           | Yao Jie                      | Ruud Bosch Koen Ridder                       | Lotte Bruil Yao Jie                   | Jorrit de Ruiter Ilse Vaessen              |
| 2010      | Eric Pang           | Yao Jie                      | Jacco Arends Jelle Maas                      | Paulien van Dooremalen Lotte Bruil    | Dave Khodabux Samantha Barning             |
| 2011      | Eric Pang           | Yao Jie                      | Ruud Bosch Koen Ridder                       | Paulien van Dooremalen Lotte Bruil    | Ruud Bosch Lotte Bruil                     |
| 2012      | Eric Pang           | Judith Meulendijks           | Jacco Arends Jelle Maas                      | Iris Tabeling Selena Piek             | Dave Khodabux Selena Piek                  |
| 2013      | Eric Pang           | Yao Jie                      | Ruud Bosch Koen Ridder                       | Samantha Barning Eefje Muskens        | Ruud Bosch Selena Piek                     |
| 2014      | Eric Pang           | Gayle Mahulette              | Jacco Arends Jelle Maas                      | Eefje Muskens Selena Piek             | Jacco Arends Selena Piek                   |
| 2015      | Eric Pang           | Soraya de Visch Eijbergen    | Jacco Arends Jelle Maas                      | Eefje Muskens Selena Piek             | Jacco Arends Selena Piek                   |
| 2016      | Erik Meijs          | Soraya de Visch Eijbergen    | Jacco Arends Jelle Maas                      | Eefje Muskens Selena Piek             | Jacco Arends Selena Piek                   |
| 2017      | Mark Caljouw        | Gayle Mahulette              | Jelle Maas Robin Tabeling                    | Cheryl Seinen Iris Tabeling           | Robin Tabeling Cheryl Seinen               |
| 2018      | Mark Caljouw        | Gayle Mahulette              | Jelle Maas Robin Tabeling                    | Cheryl Seinen Selena Piek             | Robin Tabeling Cheryl Seinen               |
| 2019      | Mark Caljouw        | Soraya de Visch Eijbergen    | Jelle Maas Robin Tabeling                    | Cheryl Seinen Selena Piek             | Ruben Jille Imke van der Aar               |
| 2020      | Mark Caljouw        | Soraya de Visch Eijbergen    | Ruben Jille Ties van der Lecq                | Cheryl Seinen Selena Piek             | Robin Tabeling Selena Piek                 |
| 2021      | nicht ausgetragen   | nicht ausgetragen            | nicht ausgetragen                            | nicht ausgetragen                     | nicht ausgetragen                          |
| 2022      | Mark Caljouw        | Gayle Mahulette              | Ties van der Lecq Robin Tabeling             | Debora Jille Cheryl Seinen            | Ties van der Lecq Debora Jille             |
| 2023      | Joran Kweekel       | Nadia Choukri                | Ruben Jille Ties van der Lecq                | Debora Jille Cheryl Seinen            | Robin Tabeling Selena Piek                 |
| 2024      | Joran Kweekel       | Chloë Mayer                  | Andy Buijk Ruben Jille                       | Imke van der Aar Alyssa Tirtosentono  | Brian Wassink Jaymie Laurens               |
| 2025      | Joran Kweekel       | Novi Wieland                 | Mark Caljouw Robin Tabeling                  | Debora Jille Alyssa Tirtosentono      | Ties van der Lecq Debora Jille             |